# Piotr Kobus
Piotr Kobus (ur. 1 listopada 1971) – polski producent i dystrybutor filmowy.

## Życiorys
Jest absolwentem (cum laude) zarządzania oraz międzynarodowego marketingu na Pace University w Nowym Jorku, podyplomowych studiów Prawa Własności Intelektualnej na Uniwersytecie Warszawskim oraz międzynarodowego kursu dla producentów filmowych EAVE w Luksemburgu.
W latach 1995–1996 pracował w nowojorskim kinie Angelika Film Center. Od czerwca do grudnia 1996 oraz od lutego 1998 do lutego 1999 podróżował po Ameryce Łacińskiej. W latach 1999–2001 był dyrektorem generalnym Gutek Film.
Od 2001 roku jest właścicielem AP Mañana zajmującej się dystrybucją i promocją kina autorskiego. Wprowadził do kin w Polsce ponad 50 filmów wybitnych reżyserów, takich jak Semih Kaplanoğlu, Claudia Llosa, Asghar Farhadi, Brillante Mendoza, Lisandro Alonso, Apichatpong Weerasethakul, Álex de la Iglesia, Jia Zhangke czy Jasmila Žbanić. Był twórcą i dyrektorem Festiwalu Filmów Latynoamerykańskich (2000–2010) oraz Festiwalu Filmy Świata ale kino! (2005−2012). Jest współtwórcą Tygodnia Kina Hiszpańskiego odbywającego się na wiosnę w największych miastach Polski od 2001 roku.
Równocześnie z działalnością festiwalową i dystrybucyjną, latach 2002–2008 wykładał Sztukę filmową Ameryki Łacińskiej na Uniwersytecie Warszawskim (CESLA – Centrum Studiów Latynoamerykańskich). W 2006 roku zredagował z Fernando Martinem Peñą pierwszą w języku polskim książkę o kinie argentyńskim – „Kino argentyńskie 1896-2006” (CESLA/SNH).
W 2010 roku założył razem z Agnieszką Drewno wytwórnię filmową Mañana.
Jest członkiem Europejskiej Akademii Filmowej, Stowarzyszenia Filmowców Polskich oraz Stowarzyszenia Nowe Horyzonty.

## Filmografia (producent)
- 2013: Nieulotne (Lasting)
- 2016: Zjednoczone stany miłości (United States of Love)
- 2016: Szatan kazał tańczyć (Satan Said Dance)
- 2021:  Spacer z aniołami (Walk with Angels)
- 2022: Jezioro Słone (Salt Lake)
- 2023: Fin del Mundo?

źródła: